# Francisco Piferrer
Francisco Piferrer Montells (Lloret de Mar, Gerona, 15 de marzo de 1813 - ¿?, 1863) fue un escritor español. Cursó latín en Blanes, retórica en Olot y filosofía en Gerona. Perteneció, tomando parte activa, a la Academia Española Arqueológica de Madrid, así como a la Universidad de Francia.
A su regreso a España se estableció en esta corte, donde ha dado relevantes pruebas de laboriosidad y de su aplicación al estudio.

## Obras
Sus principales obras son:
- El idioma francés puesto al alcance de todos, o método natural para aprender el francés de un modo fácil y agradable sin cansar la memoria. Un tomo en 4°. {http://bdh-rd.bne.es/viewer.vm?id=0000245007&page=1]

- El idioma inglés puesto al alcance de todos. Madrid, 1847. {http://bdh-rd.bne.es/viewer.vm?id=0000151096&page=1]

- El ser y no ser. Opúsculo de filosofía sublime, en el cual trata las cuestiones más espinosas y elevadas de la metafísica.

- Nobiliario de los reinos y señoríos de España. En 6 tomos, casi folio, de los cuales han salido ya cuatro, que por su analogía y puntos de contacto con la historia de nuestra patria, por su estilo claro y buenos conocimientos heráldicos, como por el mérito artístico de sus preciosas láminas, por el lujo y riqueza de su impresión, es indudablemente una de las más importantes obras del siglo XIX.

- Trofeo heroico. Con las armas, emblemas y blasones de las provincias y principales ciudades y villas de España.

- Diccionario de la Ciencia Heráldica

También ha escrito otros tratados históricos y literarios, como El "Tratado de Heráldica y Blasón" en 1854.